# Klíč (Lužické hory)
Klíč (německy Kleis) je čtvrtá nejvyšší hora Lužických hor. Nachází se v Libereckém kraji v okrese Česká Lípa v katastrálním území obce Svor. Jedná se o výrazný znělcový kužel, jehož výška činí 760 metrů. Celý vrch je chráněn jako stejnojmenná přírodní rezervace.

## Název
Název je odvozen pravděpodobně od staroslovanského slova kljuš, kterým se pojmenovávalo místo vyvěrající vodu. Ve starších mapách se vyskytuje německé jméno Kleis. Podle sloupského kronikáře Eduarda Gerthnera je název Kleis odvozen od německého glänzen, lesknoucích se věží viditelných z vrchu v okolí.

## Historie
Pod vlivem starší tradice popsal František Alexandr Heber na vrcholu kopce fragmenty opevnění, které mělo být pozůstatkem hradu. August Sedláček předpokládal, že na vrcholu nestál hrad ale pouhá strážní věž. Povrchový průzkum vrcholové části kopce neprokázal žádné stopy po opevněném sídle a na místě nebyly nalezeny ani žádné archeologické artefakty.
Na úpatí kopce při silnici na Rumburk byl v roce 1886 postaven pomníček nad hrobem pruského vojáka. Text na dosud zachovalém pomníku byl příčinou sporů Němců s Čechy.
Vrcholové partie poškodil dne 26. dubna 1992 požár od nedopalku pohozeného turistou. Následně provedli zdejší Junáci ve spolupráci v lesní správou osetí ploch březovými semeny.
Od roku 1962 probíhá akce Zimní stanování na Klíči pořádaná Oddílem turistiky SK Nový Bor. Samotné stanování se po 20. ročníku (po ustanovení CHKO Lužické hory) z důvodů ochrany přírody nekoná přímo na Klíči, ale v okolí této hory, např. 60. ročník se v roce 2021 uskutečnil v obci Svor. Dětský oddíl Kamarádi Lužických hor prováděl opakovaně úklid všech tří studánek (Zaječí, Kamzičí a Lesní) před slavnostním jarním otevíráním. V červenci 2015 se konal desátý a zároveň poslední noční výstup, který s pomocí města pořádal tým SKI Polevsko.

### Vyhlášení rezervace
Do soupisu chráněných území byla lokalita jako rezervace o rozloze 9 ha poprvé zapsána 18. listopadu 1967 výnosem ministerstva kultury a informací. Lokalita byla znovu vyhlášena ministerstvem kultury 21. prosince 1987 v kategorii státní přírodní rezervace. K poslednímu vyhlášení s rozlohou 39,98 hektarů, zahrnující celou horu Klíč, byla rezervace vyhlášena nařízením Správy Chráněné krajinné oblasti Lužické hory dne 21. března 2005.

## Přírodní poměry
Hora Klíč se nachází pět kilometrů severně od Nového Boru v okrese Česká Lípa, přičemž tvoří přirozenou dominantu tohoto města. Nachází se v katastrálním území obce Svor a městské části Nového Boru Arnultovice.

### Geologie a geomorfologie
Z geologického hlediska lze Klíč charakterizovat jako pravidelný znělcový kužel, který je uložen na tektonicky vyzdvižené kře kaolinických pískovců coniacu, náležejících svrchní křídě. Součástí jižního svahu hory je nápadná, 45 až 60 metrů vysoká skalní stěna. Z geomorfologického hlediska se jedná o mrazový srub s vodorovně uspořádanými sloupci, na jehož úpatí se rozkládají suťová a balvanová pole. V zimním a zejména v předjarním období se na této stěně vytvářejí ledopády. Horolezectví je v přírodní rezervaci celoročně zakázané.
Geomorfologicky je vrchol řazen do oblasti Krkonošské oblasti, celku Lužické hory, podcelku Kytlická hornatina a okrsku Klíčská hornatina. V oblasti Lužických hor jsou vyšší už jen vrcholy Luž s výškou 793 metrů, Pěnkavčí vrch s výškou 792 metrů a Jedlová s výškou 776 metrů nad mořem.

### Podnebí
Teploty se pohybují průměrně okolo 15–16 °C v létě a −3 až −4 °C v zimě.[zdroj⁠?!] V letech 1990–1993 sněhová pokrývka v meteorologické stanici Kytlice dosahovala mocnosti průměrně okolo 70 cm.

### Vodstvo
Od severovýchodu Klíč obtéká Svorský potok, který se po soutoku s Rousínovským potokem přejmenovává na Boberský potok (někdy zvaný Bobří). Ten se stává přítokem Svitavky. Na západě a jihozápadně svahy odvodňuje potok Šporka, který se vlévá do Ploučnice u České Lípy.

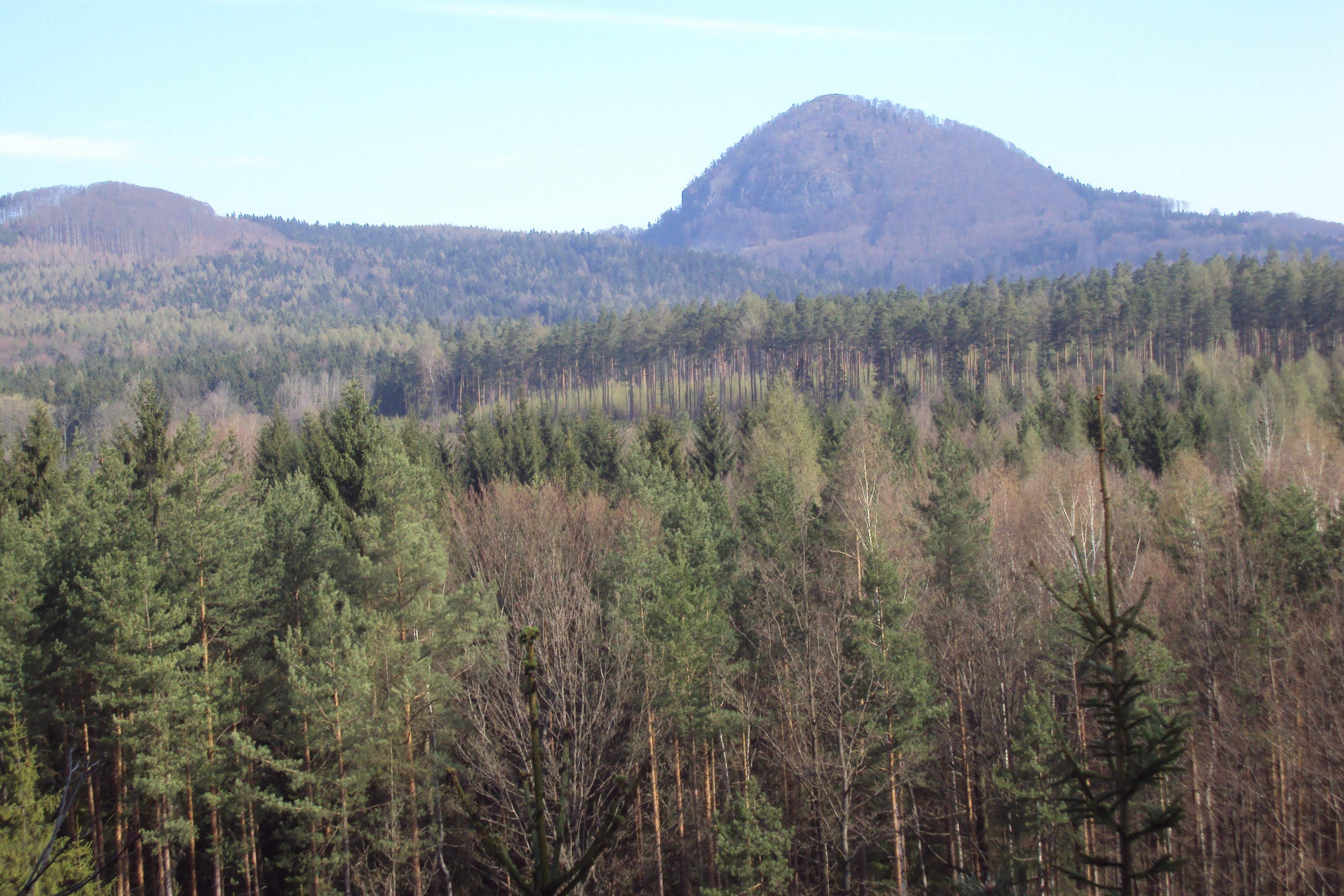
Klíč od jihu

### Flora
Mezi hlavní chráněné druhy rostlin patří glaciální relikty hvězdnice alpská (Aster alpinus) a kapradinka skalní (Woodsia ilvensis). Dále zde roste konvalinka vonná (Convallaria majalis), mařinka vonná (Galium odoratum), bažanka vytrvalá (Mercurialis perennis), kyčelnice devítilistá (Dentaria enneaphyllos) a kyčelnice cibulkonosná (Dentaria bulbifera), Lilie zlatohlavá (Lilium martagon), orlíček obecný (Aquilegia vulgaris) nebo pažitka pobřežní horská (Allium schoenoprasum), lýkovec jedovatý (Daphne mezereum), tolita lékařská (Vincetoxicum hirundinaria) či plavuň vranec jedlový (Huperzia selago). Z mechorostů se zde vyskytuje například játrovka skulinatka ladná (Gymnomitrion concinnatum).
Lesní porost na Klíči je tvořen převážně bukovým (Fagus sylvatica) a dubovým lesem, ve středních partiích roste smrk (Picea) s bukem a v nižších partiích smrk, javor (Acer), líska (Corylus) a jeřáb (Sorbus). Mizení lesa má příčinu v působení škodlivin, přinášených větrem z pohraničních továren blízkého Německa.

### Fauna
V suťových polích se vyskytuje řada druhů brouků a pavouků, mezi nimž jsou i chladnomilné horské druhy, známé z Krkonoš nebo Vysokých Tater. Žijí zde též chráněné druhy ptáků, jako je tetřev hlušec (Tetrao urogallus), lejsek černohlavý (Ficedula hypoleuca), hýl obecný (Pyrrhula pyrrhula) nebo čížek lesní (Spinus spinus). V roce 2007, po více než polovině století od posledního výskytu, bylo na Klíči zaznamenáno zahnízdění sokola stěhovavého (Falco peregrinus). Určitou raritou je výskyt kamzíků (Rupicapra), kteří byli v Lužických horách vysazeni Kinskými, majiteli Sloupského panství.
Žijí zde mnohé druhy hmyzu, známé výskytem jen v Krkonoších a Vysokých Tatrách.

## Ochrana přírody

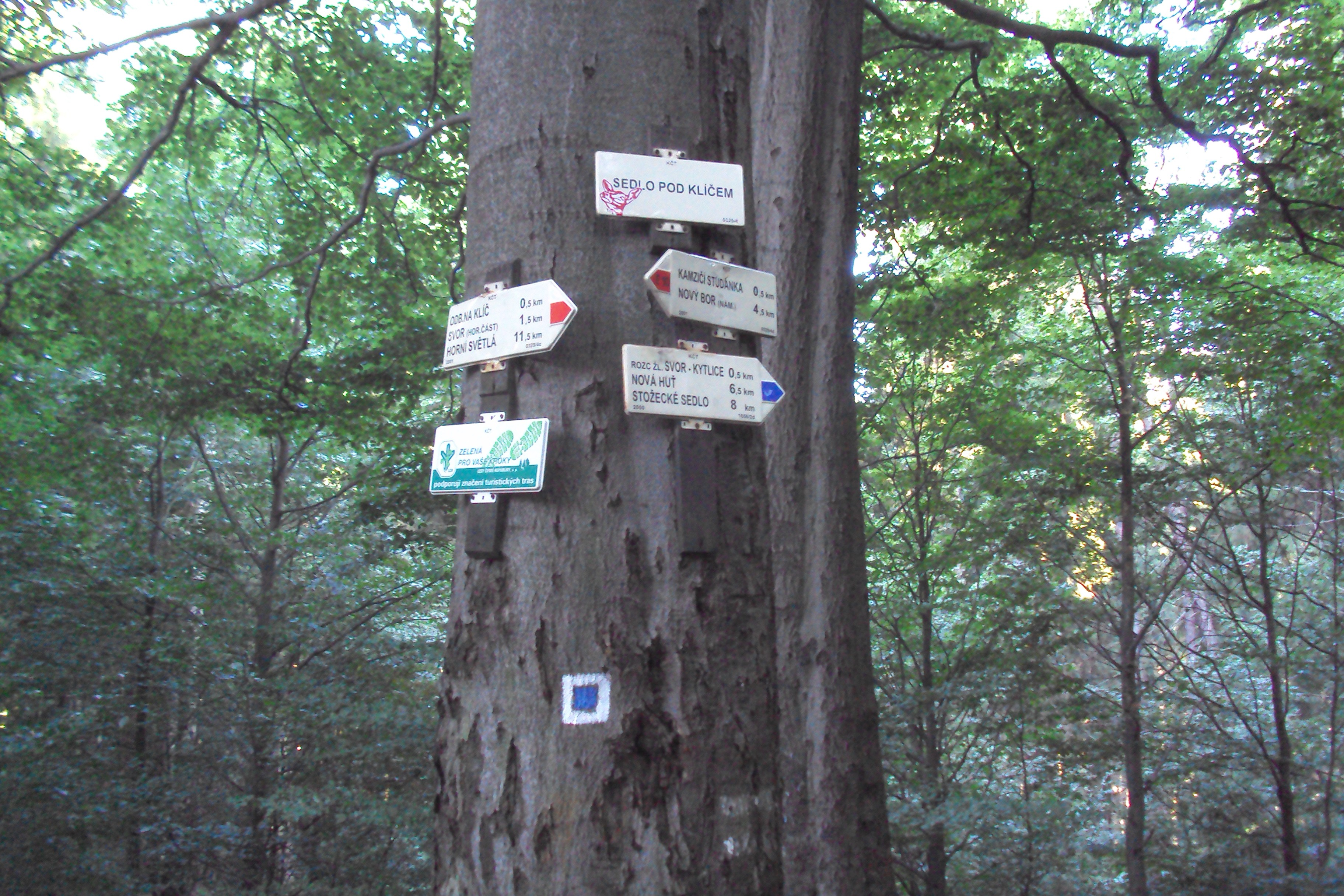
Rozcestník v sedle pod Klíčem

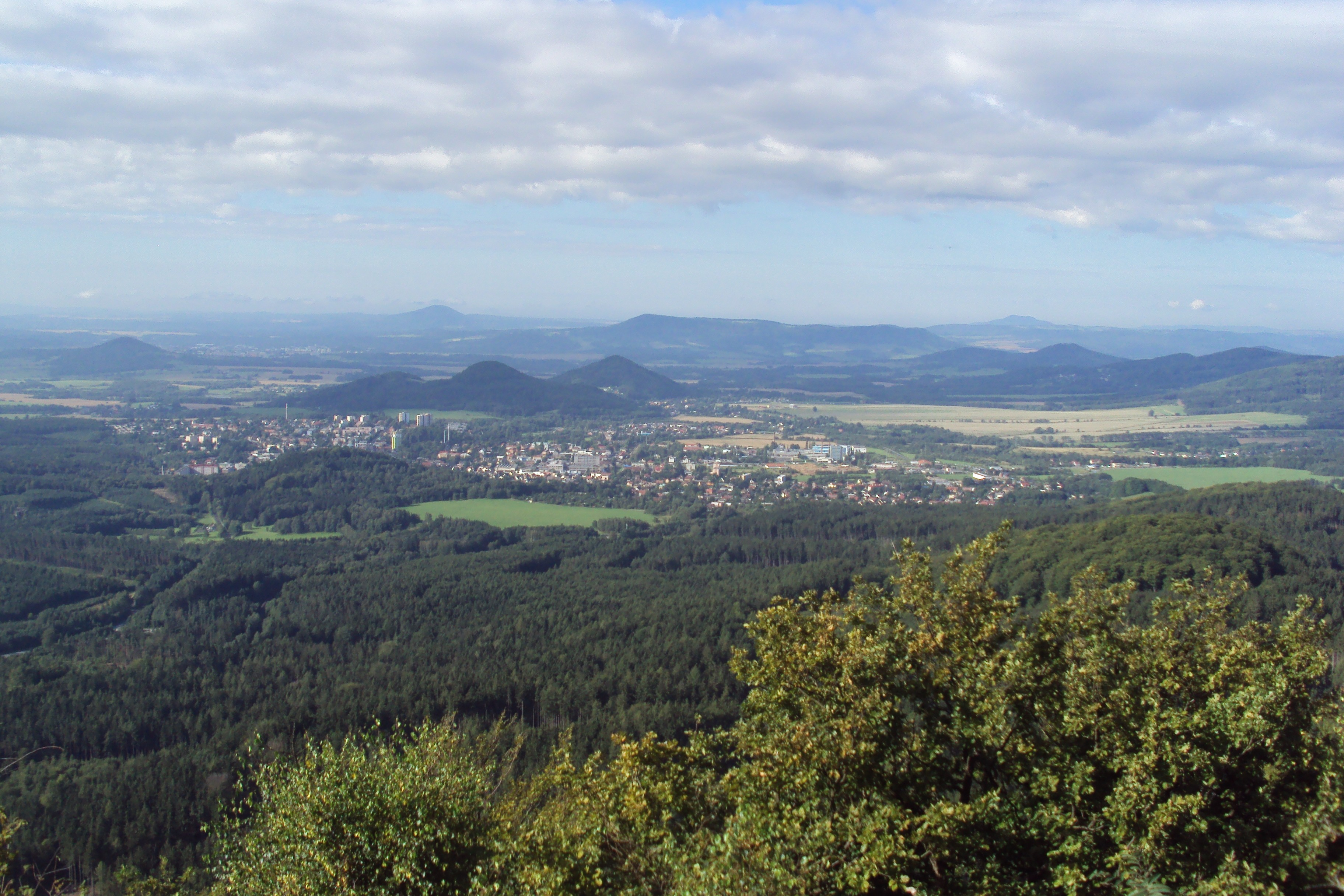
Pohled z Klíče na Nový Bor

Klíč je součástí stejnojmenné přírodní rezervace, která zaujímá plochu 39,98 ha. Původním důvodem vyhlášení byla existence vysoko položené tolitové doubravy na jižním svahu, zahrnující i vzácnou květenu na západní straně. Předmětem ochrany při vyhlášení v roce 2005 se stala suťová společenstva se vzácnými a zvláště chráněnými druhy, vysoko položená teplomilná doubrava a lesní porost s přírodě odpovídajícím druhovým složením.

## Přístup
K úpatí Klíče vede od severu modrá turistická trasa a přímo k horním partiím vrcholu vede od Nového Boru červeně značená turistická cesta s převýšením zhruba 400 metrů. Ze sedla pod Klíčem je cesta k vrcholu značena jako vrcholová odbočka. Po severním úbočí od Svoru je pak trasa značená žlutě, nahoru ovšem nevede. Stezku na vrchol upravili alpinisté z Nového Boru už roku 1893. Na hoře postavil cvikovský Horský spolek v roce 1908 malou turistickou chatu, která v době druhé světové války zanikla. Na vrcholku hory se nachází holá skála s výhledem na Nový Bor, Českou Lípu a Ještěd. Za dobrého počasí lze zahlédnout horu Říp či Krkonoše. Uprostřed trasy z Nového Boru na vrchol se nachází Kamzičí studánka s pitnou vodou.
V roce 2007 byla na sever od hory vyznačena Naučná stezka Údolí pod Klíčem.